# InStyle
InStyle é uma revista de moda mensal estadunidense direcionada ao público feminino, é publicada pela Time Inc. No Brasil ela pertence ao grupo SMEdit e e publicada no formato Online. A revista fala sobre variados temas, como moda, beleza, lazer, entretenimento, trabalho, celebridades e estilo de vida. Lançada em 1994, a revista atualmente tem uma circulação de 1,7 milhões.
A InStyle também tem um site, InStyle.com, que é diariamente atualizado, oferecendo um conteúdo semelhante ao da revista, com interação das leitoras, tais como produtos Finder, blogs, e cobertura de festas e eventos de celebridades.
A InStyle tem sua versão brasileira, nomeada Revista Estilo, publicada na versão online.